# Alpartir
Alpartir là một đô thị ở tỉnh Zaragoza, Aragon, Tây Ban Nha. Theo điều tra dân số 2004 của Viện thống kê Tây Ban Nha (INE), đô thị này có dân số là 603 người. Diện tích đô thị này là ki-lô-mét vuông.Đô thị này nằm ở độ cao 500 m trên mực nước biển.